# Metaphycus hirtipennis
Metaphycus hirtipennis är en stekelart som först beskrevs av Mercet 1921.  Metaphycus hirtipennis ingår i släktet Metaphycus och familjen sköldlussteklar. Inga underarter finns listade i Catalogue of Life.